# Feijó (Acre)
Feijó é um município brasileiro do estado do Acre. Faz fronteira com o Peru.
O nome do município de Feijó é uma homenagem ao sacerdote Diogo Antônio Feijó (1784–1843). A denominação foi adotada em 1906, quando o antigo Seringal Porto Alegre, situado às margens do rio Envira, foi elevado à categoria de vila.

## Geografia

### Problemas socioambientais
Devido aos altos índices de devastação florestal, em 9 de novembro de 2023, o município de Feijó foi incluído na relação de municípios situados no bioma Amazônia considerados prioritários pelo governo federal para ações de prevenção, controle e redução dos desmatamentos e degradação florestal.

### Clima
Segundo dados da estação meteorológica automática do Instituto Nacional de Meteorologia (INMET) no município, em operação desde 24 de setembro de 2009, a menor temperatura registrada em Feijó foi de 9,5 °C em 5 de agosto de 2019 e a maior atingiu 37,4 °C em 2 de outubro de 2010. Em 5 de agosto de 2019 também foi registrado o menor índice de umidade relativa do ar (URA), de 20%. A maior rajada de vento atingiu 24,1 m/s (86,8 km/h) em 30 de junho de 2011.
| Dados climatológicos para Feijó                                                                                              | Dados climatológicos para Feijó | Dados climatológicos para Feijó | Dados climatológicos para Feijó | Dados climatológicos para Feijó | Dados climatológicos para Feijó | Dados climatológicos para Feijó | Dados climatológicos para Feijó | Dados climatológicos para Feijó | Dados climatológicos para Feijó | Dados climatológicos para Feijó | Dados climatológicos para Feijó | Dados climatológicos para Feijó | Dados climatológicos para Feijó |
| Mês | Jan                             | Fev                             | Mar                             | Abr                             | Mai                             | Jun                             | Jul                             | Ago                             | Set                             | Out                             | Nov                             | Dez                             | Ano                             |
| --- | ------------------------------- | ------------------------------- | ------------------------------- | ------------------------------- | ------------------------------- | ------------------------------- | ------------------------------- | ------------------------------- | ------------------------------- | ------------------------------- | ------------------------------- | ------------------------------- | ------------------------------- |
| Temperatura máxima recorde (°C)                                                                                              | 36,4                            | 34,3                            | 35,2                            | 34,7                            | 35,1                            | 34,8                            | 35,4                            | 36,7                            | 37                              | 37,4                            | 37,1                            | 35                              | 37,4                            |
| Temperatura máxima média (°C)                                                                                                | 31,2                            | 31,2                            | 31,4                            | 31,6                            | 31                              | 30,9                            | 31,9                            | 33                              | 33,3                            | 32,7                            | 31,9                            | 31,4                            | 31,8                            |
| Temperatura mínima média (°C)                                                                                                | 22,5                            | 22,4                            | 22,5                            | 22,2                            | 21,2                            | 20                              | 19,1                            | 19,5                            | 20,8                            | 22                              | 22,3                            | 22,6                            | 21,4                            |
| Temperatura mínima recorde (°C)                                                                                              | 20,3                            | 20,5                            | 20                              | 16,4                            | 15,3                            | 14                              | 11,5                            | 9,5                             | 13                              | 16,5                            | 18,9                            | 19,1                            | 9,5                             |
| Precipitação (mm) | 284,3                           | 259,3                           | 323,1                           | 203,3                           | 133,9                           | 59,3                            | 47,8                            | 62                              | 113,5                           | 191,7                           | 262,1                           | 275,2                           | 2 215,5                         |
| Fontes: Jornal do Tempo (médias) e Instituto Nacional de Meteorologia (INMET) (recordes de temperatura: 24/09/2009-presente) |                                 |                                 |                                 |                                 |                                 |                                 |                                 |                                 |                                 |                                 |                                 |                                 |                                 |

## Demografia
Segundo dados de 2017, o município possuía 32 360 habitantes, na proporção de 50,26% urbana, cerca de 15 726 pessoas; e 49,74% rural, cerca de 15.562 pessoas. Da população rural, 11.225 habitantes vivem nas margens dos rios que cortam o seu território, os chamados ribeirinhos, possuindo uma densidade demográfica de 1,33 hab/km² em 2009.

## Organização politico-administrativa
O Município de Feijó possui uma estrutura politico-administrativa composta pelo Poder Executivo, chefiado por um prefeito eleito por sufrágio universal, auxiliado diretamente por secretários municipais nomeados por ele, e pelo Poder Legislativo, institucionalizado pela Câmara Municipal de Feijó, órgão colegiado de representação dos munícipes que é composto por vereadores também eleitos por sufrágio universal.

### Atuais autoridades municipais de Feijó
- Prefeito: Kiefer Roberto Cavalcante Lima - PP (2021/-)[15]
- Vice-prefeito: Elson Jose Benicio Ribeiro - PSD (2021/-)[15]
- Presidente da Câmara: Berlândia de Souza Lima PSB (2023/-).[16]

## Economia

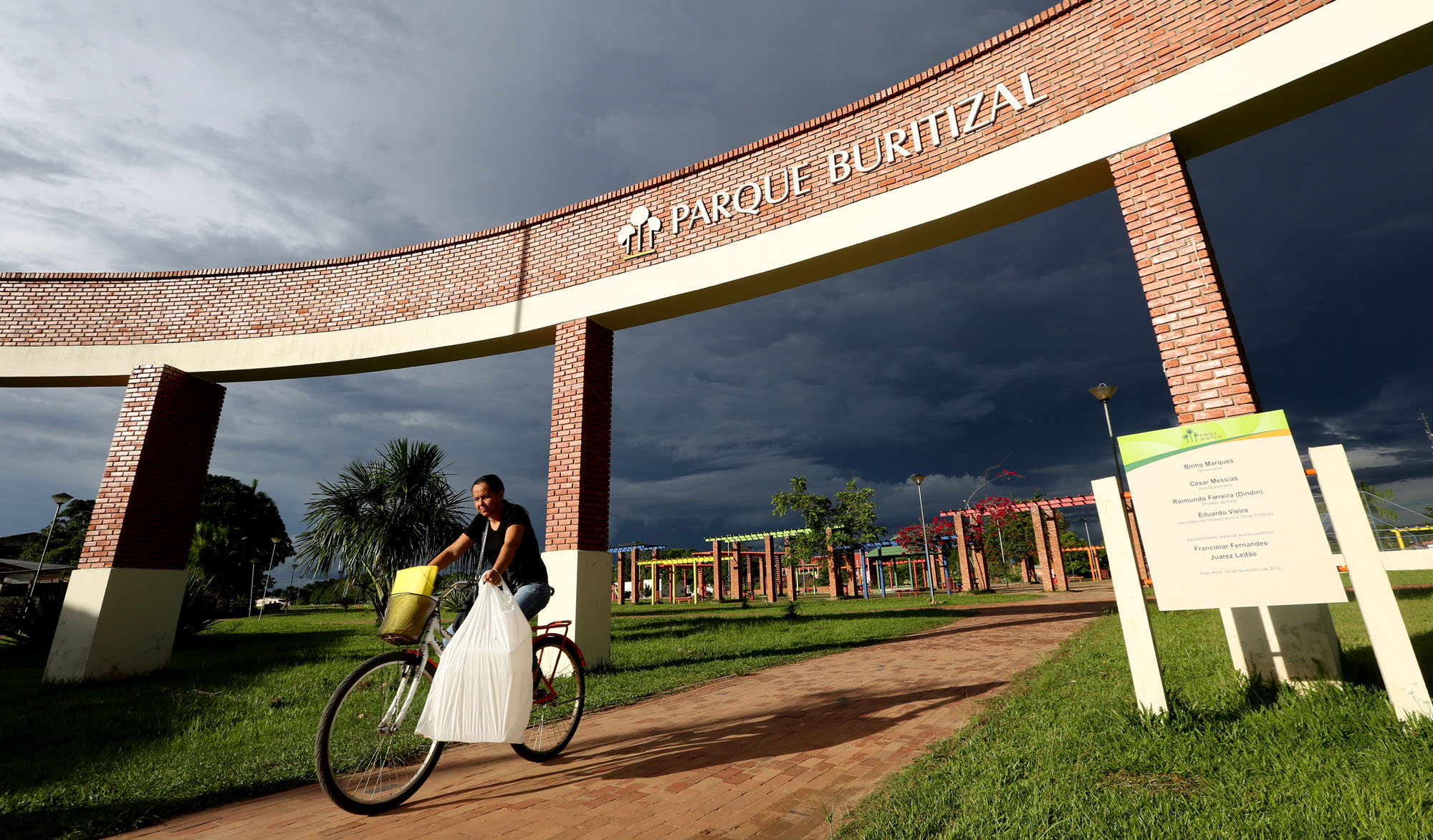
Parque Buritizal em Feijó

Hoje Feijó tem cobertura total da BR-364, ligando a capital Rio Branco à cidade de Cruzeiro do Sul, com a diminuição do custo de vida e melhora dos serviços públicos. Há também a estrada que liga Feijó à Envira, no Amazonas.
|                                                                               |        |
| \| Serviços \| 71,5 % \| \| Agropecuária \| 18,5 % \| \| Indústria \| 10 % \| |        |
| Serviços                                                                      | 71,5 % |
| Agropecuária                                                                  | 18,5 % |
| Indústria                                                                     | 10 %   |

## Religião
As religiões do município de Feijó segundo o censo de 2010 são:
| Religião            | %    |
| ------------------- | ---- |
| Catolicismo         | 67,0 |
| Protestantismo      | 26,2 |
| Religiões indígenas | 0,7  |
| Outras              | 0,6  |
| Sem religião        | 5,5  |